# Norman Hallows
Norman Frederic Hallows (Doncaster, 29 de diciembre de 1886-Marlborough, 16 de octubre de 1968) fue un atleta inglés. Educado en la escuela de Felsted; ganó la medalla de bronce y estableció un récord olímpico en la carrera de 1500 metros en los Juegos Olímpicos de Londres 1908, compitiendo por el equipo de Gran Bretaña e Irlanda.
Su tiempo en la primera ronda fue 4:03.4, batiendo el récord olímpico establecido por el estadounidense Melvin Sheppard unos minutos antes en 1,6 segundos. En la final, Sheppard emparejó el tiempo con Hallows en la primera ronda, mientras que terminó en tercer lugar en el minuto 4:04.0.